# Nallachius reductus
Nallachius reductus är en insektsart som beskrevs av Carpenter 1947. Nallachius reductus ingår i släktet Nallachius och familjen Dilaridae. Inga underarter finns listade i Catalogue of Life.